# Saint-Pavace
 Saint-Pavace  es una población y comuna francesa, situada en la región de Países del Loira, departamento de Sarthe, en el distrito de Le Mans y cantón de Le Mans-Nord-Campagne.

## Demografía
| 477 | 604 | 802 | 1700 | 1698 | 1799 |
| Para los censos de 1962 a 1999 la población legal corresponde a la población sin duplicidades (Fuente: INSEE [Consultar]) |     |     |      |      |      |